# José Alves Viana
José Alves Viana (Água Branca, 10 de abril de 1949), conhecido como Doutor Viana, é um político e médico pediatra brasileiro, com atuação no Estado de Minas Gerais.
Foi vereador e prefeito da cidade de Curvelo. Depois foi deputado estadual em Minas Gerais por quatro legislaturas consecutivas, atuando como o primeiro Vice-Presidente e, posteriormente, Presidente da Mesa Diretora da Assembleia Legislativa de Minas Gerais.
Em julho de 2012 foi eleito Conselheiro do Tribunal de Contas do Estado de Minas Gerais, cargo que ocupa até hoje.